# Carl I. Hagen
Carl Ivar Hagen (nacido el 6 de mayo de 1944) es un político noruego y exvicepresidente del Storting, el parlamento noruego. Fue el líder del Partido del Progreso de 1978 a 2006, cuando renunció a favor de Siv Jensen. Bajo su liderazgo, fue el líder indiscutible y, en muchos sentidos, controló personalmente su ideología y políticas.
Desde entonces, tanto los politólogos como sus colegas y rivales políticos han considerado a Hagen como uno de los más grandes políticos de la historia de Noruega por su capacidad para construir un partido de gran éxito desde cero y su impacto significativo en la política noruega. Ha sido descrito como el primer político posmoderno en Noruega. Si bien su ideología es el liberalismo clásico con cierto conservadurismo, su estilo político ha sido descrito como populista de derecha.

## Primeros años
Hagen nació del director ejecutivo Ragnar Hagen (1908-1969) y de la contadora Gerd Gamborg (1914-2008). Fue nombrado en honor a su abuelo paterno, Carl, y su abuelo materno, Ivar. Tiene dos hermanos, uno menor y una hermana mayor. Hagen era antes de unirse al Partido del Progreso un miembro pasivo de los  Jóvenes Conservadores y, según él, sus padres votaron por el  Partido Laborista. Según el propio Hagen y sus compañeros de secundaria, era relativamente tímido en su juventud. Cuando tenía diecisiete años, en 1961, comenzó a trabajar como aprendiz en el barco MS Foldenfjord de Norwegian America Line. Obtuvo un Examen artium en 1963. En 1964, fue reclutado en el ejército noruego y sirvió como ingeniero soldado en Eggemoen cerca de Hønefoss y Maukstadmoen en Troms.
Después de esto, se fue de Noruega a Inglaterra. Originalmente, con el deseo de convertirse en ingeniero, suspendió matemáticas en Sunderland y eligió estudiar marketing y estudios comerciales en  Newcastle, obteniendo un Diploma Nacional Superior en Estudios Empresariales en 1968. De ser más reservado en sus días más jóvenes, pronto se convirtió en un actor de la política estudiantil del norte de Inglaterra. En 1967 luchó por el cargo de vicepresidente de la Unión Nacional de Estudiantes contra  Jack Straw (más tarde diputado del  Partido Laborista y secretario de Estado de Justicia del Reino Unido). Antes de dedicar su vida profesional a la política, Hagen fue director ejecutivo en Tate & Lyle Noruega de 1970 a 1974, y después de entrar en el parlamento entre 1977 y 1981, consultor de Finansanalyse de 1977 a 1979 y consultor de política económica en la industria petrolera de 1979 a 1981.

## Carrera política
Hagen ha explicado que perdió la fe en el  Partido Conservador como alternativa a la socialdemocracia durante el gabinete Per Borten (1965-1971), cuando los impuestos y el poder del estado aumentaron más que bajo el Laborismo. Hagen, por el contrario, quería reducir el poder del estado sobre los individuos, y las opiniones políticas de Anders Lange le resultaban atractivas.
Hagen comenzó su carrera política cuando, en 1973, se convirtió en representante adjunto en el Storting del recién formado Partido Anders Lange. Había asistido a la reunión de fundación del partido en Saga kino en abril de 1973 y el líder adjunto Erik Gjems-Onstad le había preguntado si quería presentarse a las elecciones del partido. Hagen, sin embargo, pronto también perdió la fe en Anders Lange, aunque por otras razones, y junto con algún otro partido "moderado" en 1974, se separó y formó el efímero Partido de la Reforma. Más tarde ese año, después de un año en el parlamento, Anders Lange murió de un ataque cardíaco, lo que provocó que Hagen se convirtiera en diputado, ya que había sido elegido diputado de Lange al parlamento. El Partido Reformista regresó y se fusionó con el Partido de Anders Lange al año siguiente. En 1977, el partido cambió su nombre a Partido del Progreso, y Hagen fue elegido líder del partido en la convención nacional de 1978. Como el partido no logró que ningún representante fuera elegido en 1977, Hagen estuvo fuera del parlamento durante cuatro años, pero fue elegido en 1981.

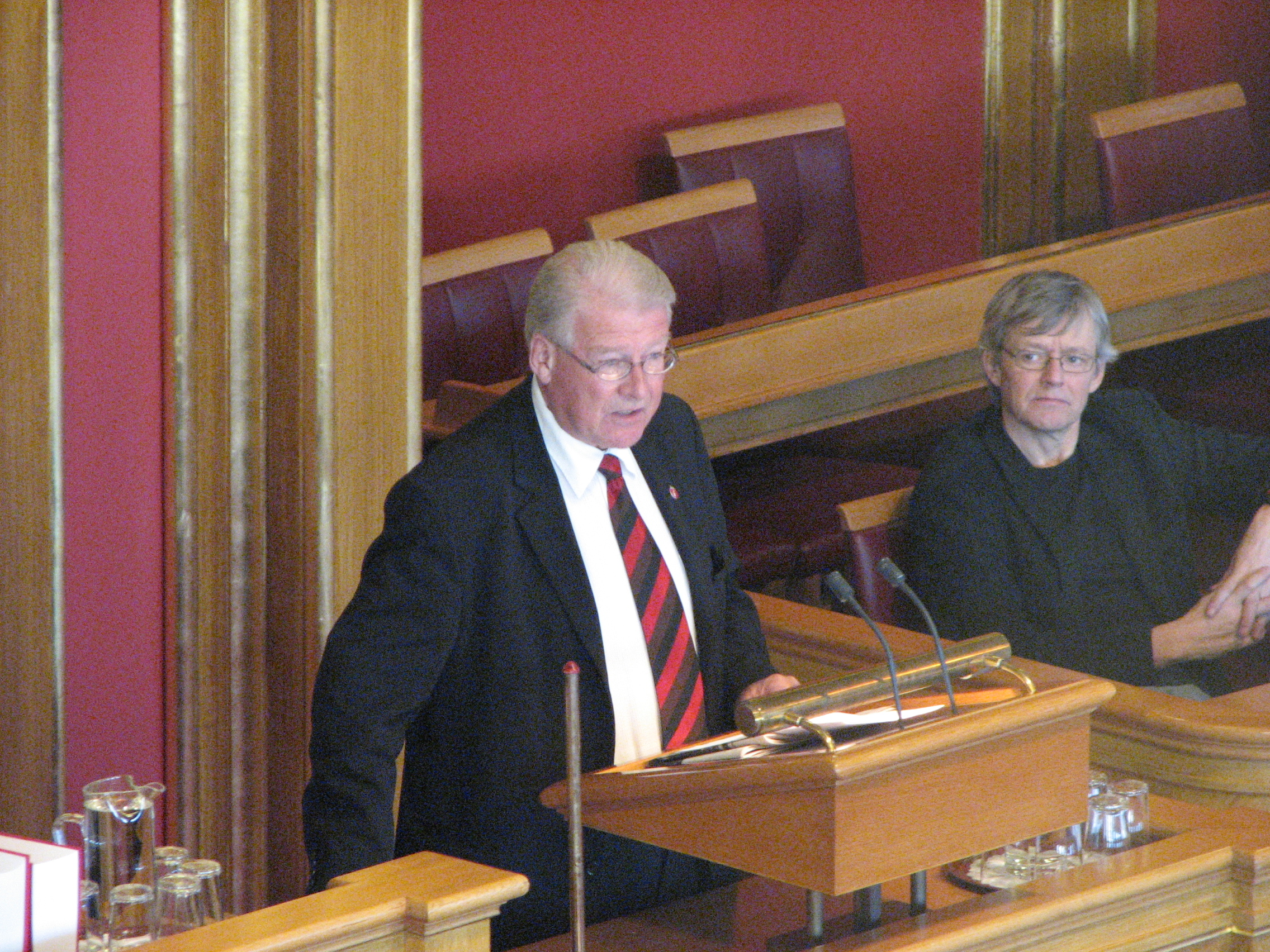
Carl I. Hagen speaking in the Storting in February 2009.

Hagen ha sido considerado como el primer político posmoderno en Noruega por Gudleiv Forr, escribiendo para el Norsk biografisk leksikon Su éxito inicial se ha atribuido a su capacidad para utilizar los medios de comunicación a su favor mediante discursos populares. También logró moderar algo el perfil del partido desde el tono más vulgar de Anders Lange.  Aunque se identifica a sí mismo como un liberal clásico, los comentaristas políticos han descrito su práctica política como populista. Forr consideró que su capacidad para equilibrar diferentes direcciones políticas mostraba "su dominio del papel de líder del partido". Forr también afirmó que Hagen tiene un talento de doble comunicación, lo que ha dejado al diverso grupo de votantes del partido con diferentes impresiones de las políticas del partido, lo que en ocasiones ha provocado cismas internos. Su éxito también se ha atribuido a sus tácticas de liderazgo, que incluyeron suspender y destituir a miembros del partido que se desviaron demasiado de sus puntos de vista.
Hagen fue elegido para el parlamento por siete períodos consecutivos de cuatro años desde 1981 hasta que renunció y decidió no postularse para las elecciones de 2009.  De 1979 a 1982, de 1987 a 1991 y de 1995 a 1999, también fue miembro del consejo de la ciudad de Oslo. En 2005, Hagen fue elegido vicepresidente del Storting y ocupó el cargo hasta que lo dejó, en 2009. En 2006, renunció como líder del partido a favor de Siv Jensen. Parte de la decisión de no presentarse a la reelección, que había tomado en 2007, además de alcanzar la edad de jubilación, se debió a que Hagen sintió que lo habían dejado al margen después de retirarse como líder del partido. También dijo que quería más tiempo para relajarse y trabajar como consultor. Parte de la decisión de no presentarse a la reelección, que había tomado en 2007, además de alcanzar la edad de jubilación, se debió a que Hagen sintió que lo habían dejado al margen después de retirarse como líder del partido. También dijo que quería más tiempo para relajarse y trabajar como consultor.

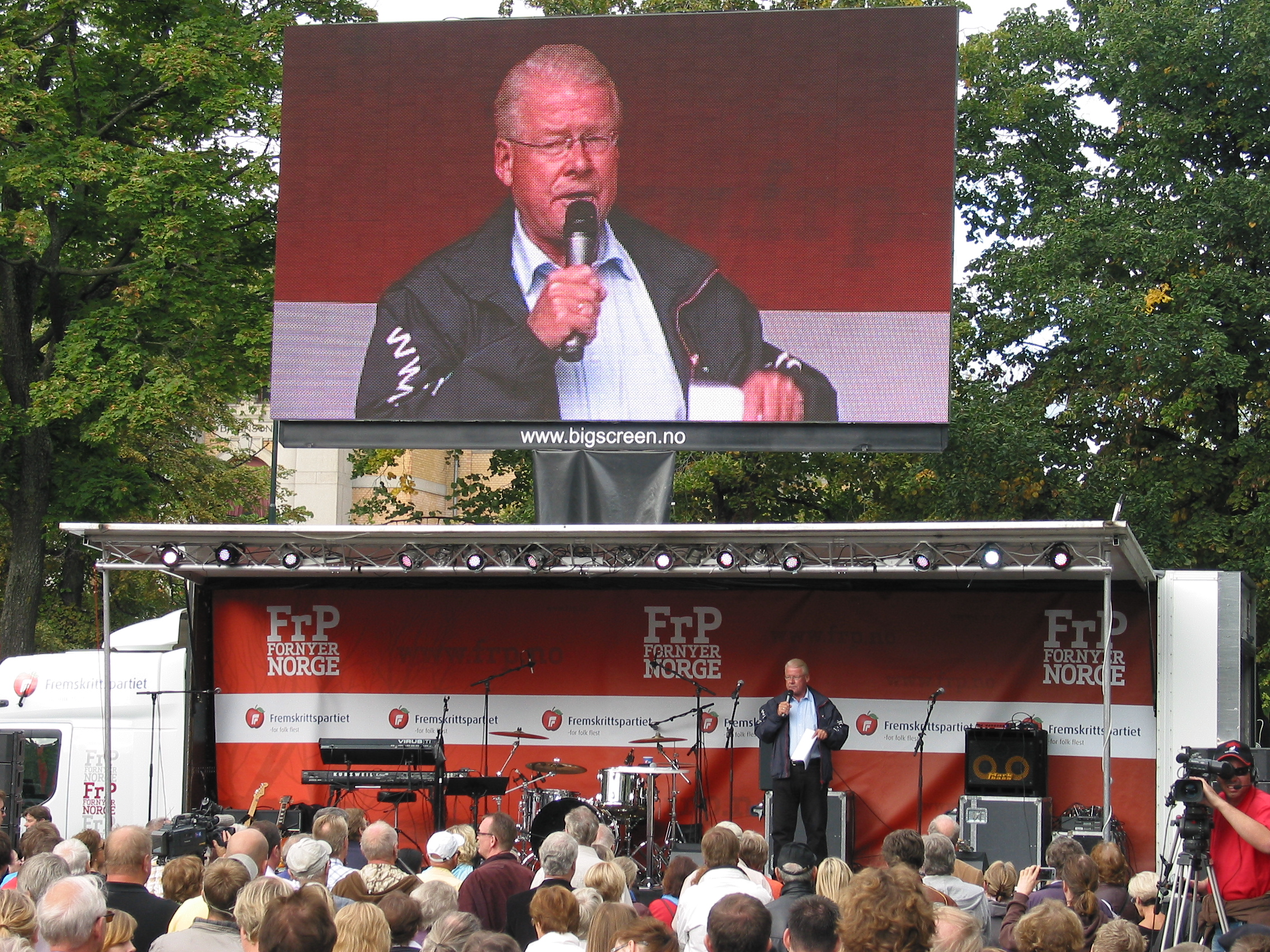
Carl I. Hagen speaking at a rally in Oslo as the Progress Party "senior general" before the 2009 parliamentary election.

Sin embargo, en marzo de 2010 se especuló sobre su regreso a la política noruega, ya que los "políticos centrales del Partido del Progreso" querían que se postulara para la alcaldía de Oslo. El propio Hagen no repudió por completo esa idea y declaró que extrañaba la política, así como a sí mismo, porque pensaba que la política se había vuelto aburrida sin él.  En septiembre de 2010, Hagen anunció su candidatura al cargo de alcalde de Oslo para las elecciones locales de 2011, y renunció a su compromiso con Burson-Marsteller. Después de recibir cifras sombrías en las encuestas, Hagen se retiró efectivamente de la carrera tres días antes de las elecciones.
En una reunión interna del partido el 9 de noviembre de 2011, Hagen intentó ser elegido representante del Partido del Progreso en el Comité Noruego del Nobel y, en respuesta, se retiró de la junta central del partido y de su puesto de "general de alto rango". Después de la reunión publicó una nota de cinco páginas en la que criticaba a Siv Jensen y mencionaba que su renuncia se debía al "trato y la humillación" que recibió de la "dirección del partido".
En abril de 2013, Hagen y Jensen declararon que el conflicto entre ellos se había resuelto. Hagen permanece activo en el debate político público, a menudo criticando a su propio partido, especialmente después de que se unió al gabinete de Erna Solberg en 2013, la primera participación del partido en el gobierno. 

## Política populista
La afirmación de que el Partido del Progreso es populista se remonta a una moción de censura en 1986 del primer ministro del Partido Conservador, Kåre Willoch. Durante la campaña electoral parlamentaria de 1985, el Partido del Progreso había prometido no contribuir a un gobierno socialista. Sin embargo, después de que el gobierno liderado por los conservadores propusiera aumentar los impuestos a la gasolina, Hagen retiró su apoyo al gobierno, lo que llevó a la formación de un gobierno del Partido Laborista.
En julio de 2016, Hagen respaldó a Donald Trump como presidente de los Estados Unidos, lo llamó "un hombre del pueblo" y lo comparó con Ronald Reagan.

## Inmigración e Islam
Varias veces en la carrera política de Hagen, ha sido acusado de jugar con los temores domésticos a los extranjeros y los inmigrantes. En gran parte debido a esas opiniones populares sobre la inmigración, los opositores políticos del Partido del Progreso han recurrido repetidamente a agresiones físicas contra Hagen.
Es especialmente conocido por haber presentado varias acusaciones contra los musulmanes y contra el Islam como religión. En la campaña electoral de 1987, durante una convención del partido, Hagen leyó en voz alta la "Carta Mustafa" (más tarde se reveló que era una falsificación, aunque Hagen no lo sabía), que retrataba la futura islamización de Noruega. La elección, a su vez, se convirtió en un gran avance electoral para el partido.
En 2004, Hagen pronunció un discurso en una convención de la organización cristiana independiente Levende Ord en el que afirmó que "los cristianos estamos muy preocupados por los niños.  Jesús dijo, dejen que los niños vengan a mí. No podria creer que Mohamen hubiera dicho lo mismo. En el caso de que él pudiera haber dicho lo mismo, habría sido: "que los niños pequeños vengan a mí, para que pueda explotarlos en mi lucha por islamizar el mundo ”. También dijo que si Israel perdía la lucha en el Medio Oriente, Europa "se inclinaría ante el Islam" si los fundamentalistas musulmanes lo consiguen como quieren: "De la misma manera que Hitler, han dejado en claro hace mucho tiempo que el El plan a largo plazo es islamizar el mundo. Han recorrido un largo camino, han penetrado profundamente en África y han recorrido un largo camino en Europa, y portanto tenemos que contraatacar ". Por este discurso fue criticado por políticos y líderes religiosos en Noruega. Unos días después, los embajadores de Pakistán, Indonesia, Egipto y Marruecos y el encargado de negocios de Túnez lanzaron un ataque inusualmente fuerte contra Hagen en una carta del diario Aftenposten.
Hagen también ha sido elogiado por señalar aspectos problemáticos de la inmigración. En 2009, recibió un "premio de constructor de puentes" del comité noruego-pakistaní por la celebración del Día de la Independencia de Pakistán en Noruega, por su "fuerte compromiso con la política de integración".

## Medios
Hagen ha sido crítico con los medios. Le dio a la Norwegian Broadcasting Corporation, cuya abreviatura es NRK, el apodo "ARK", un juego de palabras que debe entenderse como "Labor Party Broadcasting Corporation". Considera que otros medios están predispuestos contra el Partido del Progreso. En las elecciones parlamentarias de 2009, afirmó que en esa la elección había visto el peor caso de sesgo mediático contra el Partido del Progreso y que los medios noruegos habían podido controlar la campaña electoral más que antes contra aquellos a quienes interrumpian en los debates, pautaban los temas que optar por preguntar a las diferentes partes y a quién invitar a participar en los debates.

## Libros

### Ærlig talt: Memoarer 1944–2007(2007)
Ærlig talt fue escrito principalmente como las memorias personales de Hagen, y describió particularmente su carrera política. Según Cappelen Damm, Hagen escribe "abiertamente sobre sus decisiones estratégicas, sobre procesos políticos centrales, conflictos y victorias, y sobre cómo lo formaron a él y al partido". También fue descrito como un "político experimentado y franco" que en su libro fue "contundente, directo al grano y con una disposición y capacidad de provocación continuas". El libro también contiene, entre otras cosas, las caracterizaciones personales de Hagen de varios oponentes políticos.
Hagen comenzó la presentación de su libro hablando de las circunstancias del escándalo sexual de Terje Søviknes en 2001. En el libro, también comparó lo que vio como una ingenuidad similar en la política migratoria noruega moderna y las negociaciones fallidas de Neville Chamberlain con Adolf Hitler en el preludio de la Segunda Guerra Mundial. Al discutir las consecuencias de la controversia sobre las caricaturas de Jyllands-Posten Muhammad, escribió que la gestión del gobierno noruego llevó a la libertad de expresión a estar "subordinada al respeto por el señor de la guerra, violento y violador Mohamen, quien asesinó y aceptó la violación como técnica de conquista.

### Klar tale(2010)
Klar tale es un libro de debate, donde Hagen escribió sus opiniones personales. En el libro, Hagen afirmaba que las políticas utilizadas por los partidos socialistas estaban destruyendo el estado de bienestar al utilizar soluciones deficientes. Dedicó mucho espacio a criticar la regla presupuestaria (handlingsregelen), que, según él, estaba impidiendo el desarrollo en Noruega. También criticó el "alarde" del primer ministro Jens Stoltenberg de que Noruega tiene las cifras de desempleo más bajas de Europa después de la crisis financiera, lo que Hagen consideró obvio, dada la riqueza petrolera de Noruega.
Hagen también discutió las posibles dificultades en la posible cooperación gubernamental entre el Partido Del Progreso y el Partido Conservador. Citó conflictos entre "individuos fuertes" en ambas partes. Políticamente, advirtió al Partido del Progreso particularmente contra "ceder" con respecto a la política de inmigración, que dijo era uno de los temas más importantes para el partido, y que el partido en tal escenario caería rápidamente en las encuestas y perdería credibilidad. También creía que "si no se hace nada", Noruega se arriesga a la aparición de "un Rosengård".  y propuso que voluntarios se ocuparan de los solicitantes de asilo en lugar del estado, que a su vez creía que "probablemente detendrían rápidamente el flujo de solicitantes de asilo a Noruega".
También rechazó la noción de que el cambio climático es provocado por el hombre, al que llamó el "engaño climático", citando que el 3 o 4 por ciento de CO2 producido por el ser humano es poco significativo para los cambios climáticos generales. También propuso que el Partido  del Progreso, el Laborista y el Partido Conservador acuerden aumentar el umbral electoral al cinco por ciento, de modo que varios de los partidos más pequeños terminarían fuera del parlamento.

## Vida personal
Hagen se casó con Nina Aamodt (nacida el 17 de enero de 1945) en 1970. Tuvieron dos hijos y se divorciaron en 1975, según Hagen como consecuencia de su trabajo político. Después de algunos años de convivencia, en 1983 se volvió a casar, con Eli Aas, ella también divorciada y madre de dos hijos. Se convirtió en la colaboradora y asesora política más cercana de Hagen a lo largo de su carrera política. Para agosto de 2009, Hagen tiene siete nietos.
El mayor Carl-Axel Hagen (instructor en el War College de Oslo) es hijo suyo.
Después de vivir en Nøtterøy durante años, Hagen y su esposa regresaron a Oslo en 2006. También son propietarios de una cabaña en Sande, Vestfold.
Su músico favorito es Elvis Presley y le gusta jugar al golf y al tenis.

## Obras
- Ærlighet varer lengst (Autobiografía). Oslo. 1984.
- Ærlig talt: memoarer 1944–2007 (Autobiografía). Cappelen. 2007.
- Klar tale. Cappelen. 2010.